# Glanzend kruiskruid
Glanzend kruiskruid (Senecio squalidus) is een meestal eenjarige plant uit de composietenfamilie (Asteraceae). De plant komt van nature voor in Noord-Afrika en Zuid- en Midden-Europa. In Engeland, Denemarken en Frankrijk is de soort ingeburgerd. In Nederland is de soort verwilderd. Het aantal chromosomen is 2n=20.
De plant wordt 20-50 cm hoog en heeft stengels, die onderaan houtig zijn. De plant heeft een penwortel. De lancetvormige, kale of vrijwel kale, 4–10 cm lange en 2–4 cm brede bladeren zijn veerdelig met gave of getande slippen, die veel langer zijn dan het deel tussen de slippen. De voet van de bovenste stengelbladeren zit helemaal of half om de stengel.
Glanzend kruiskruid bloeit vanaf april tot in december met gele, 1,5-2,5 cm grote bloemen, die met 6-20 bloemen in onregelmatige, schermvormige pluimen zitten. De bloem heeft een 1,5 - 2,5 cm groot hoofdje. De dertien lintbloemen zijn 5-8 mm lang en 2-4 mm breed. De kroonbuis van de buisbloemen bestaan uit 2 delen, waarvan het onderste smalle deel even lang is als het bovenste brede deel. De ongeveer 21 omwindselbladen zijn 5-6 mm lang en hebben een zwarte top. Onder het hoofdje zitten 4–10, 1–2 mm grote schutbladen.
De vrucht is een iets geribd, lichtbruin, 1,5-3 mm lang, behaard nootje met wit vruchtpluis.

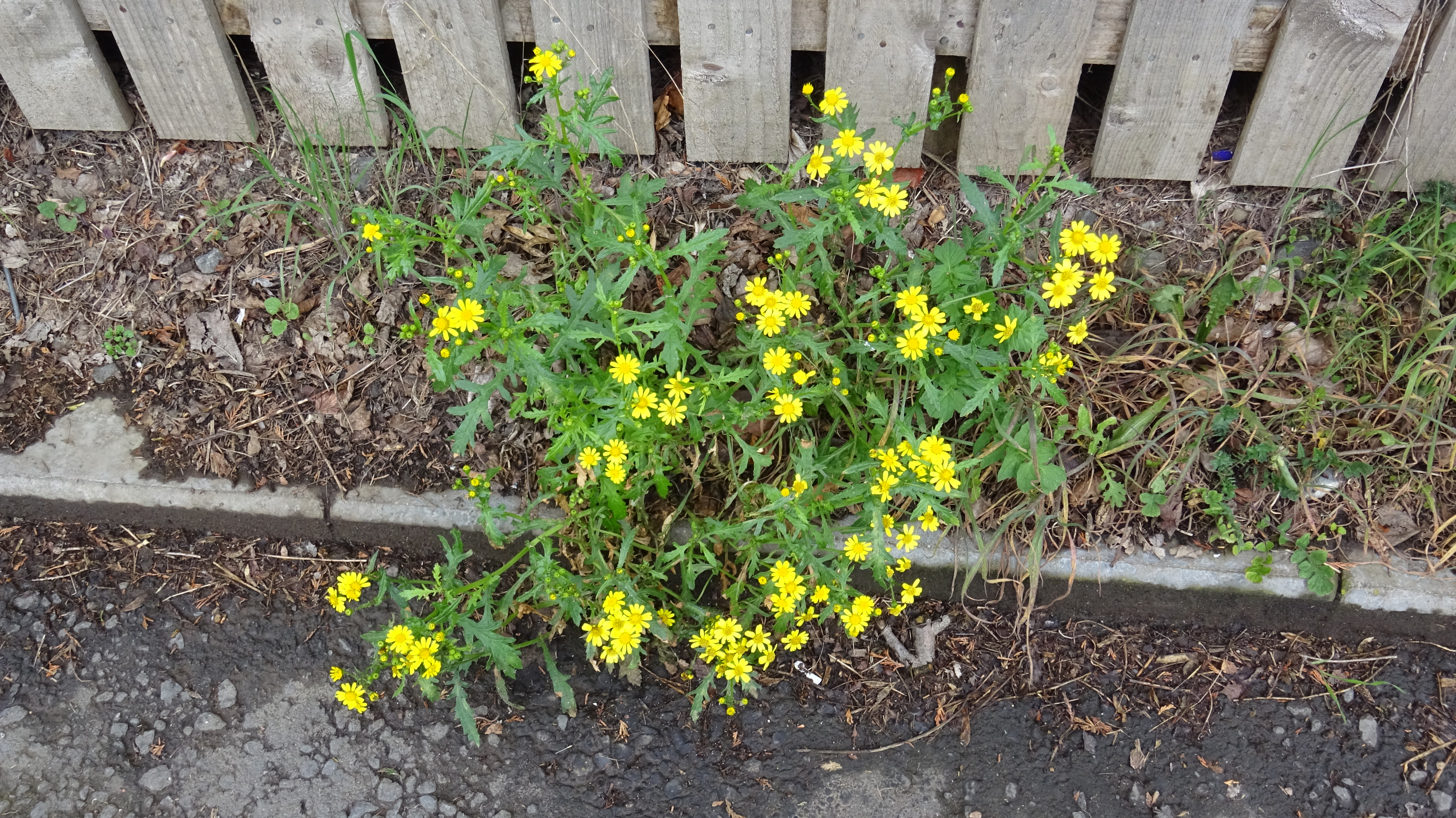
Plant
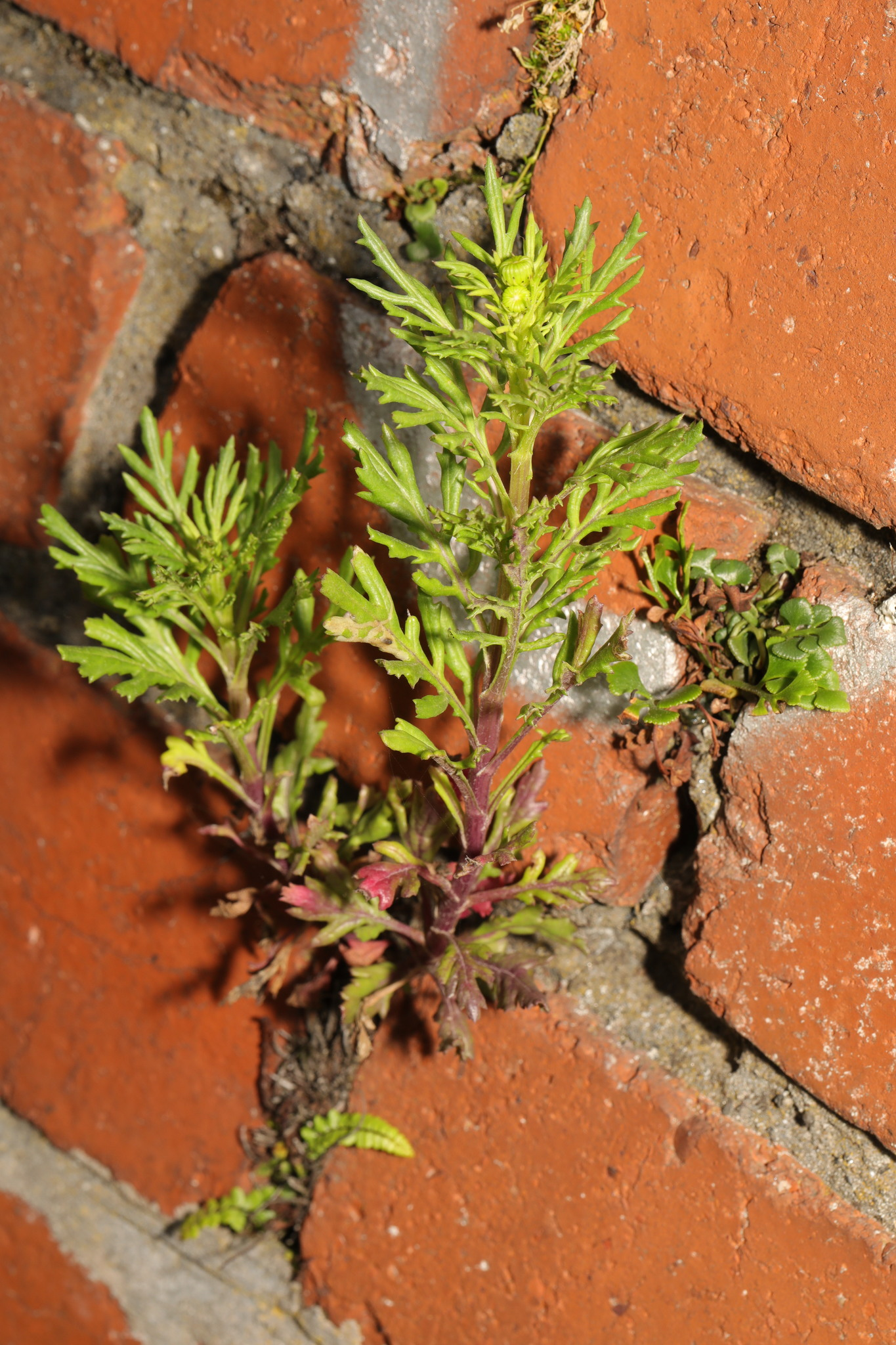
Stengel
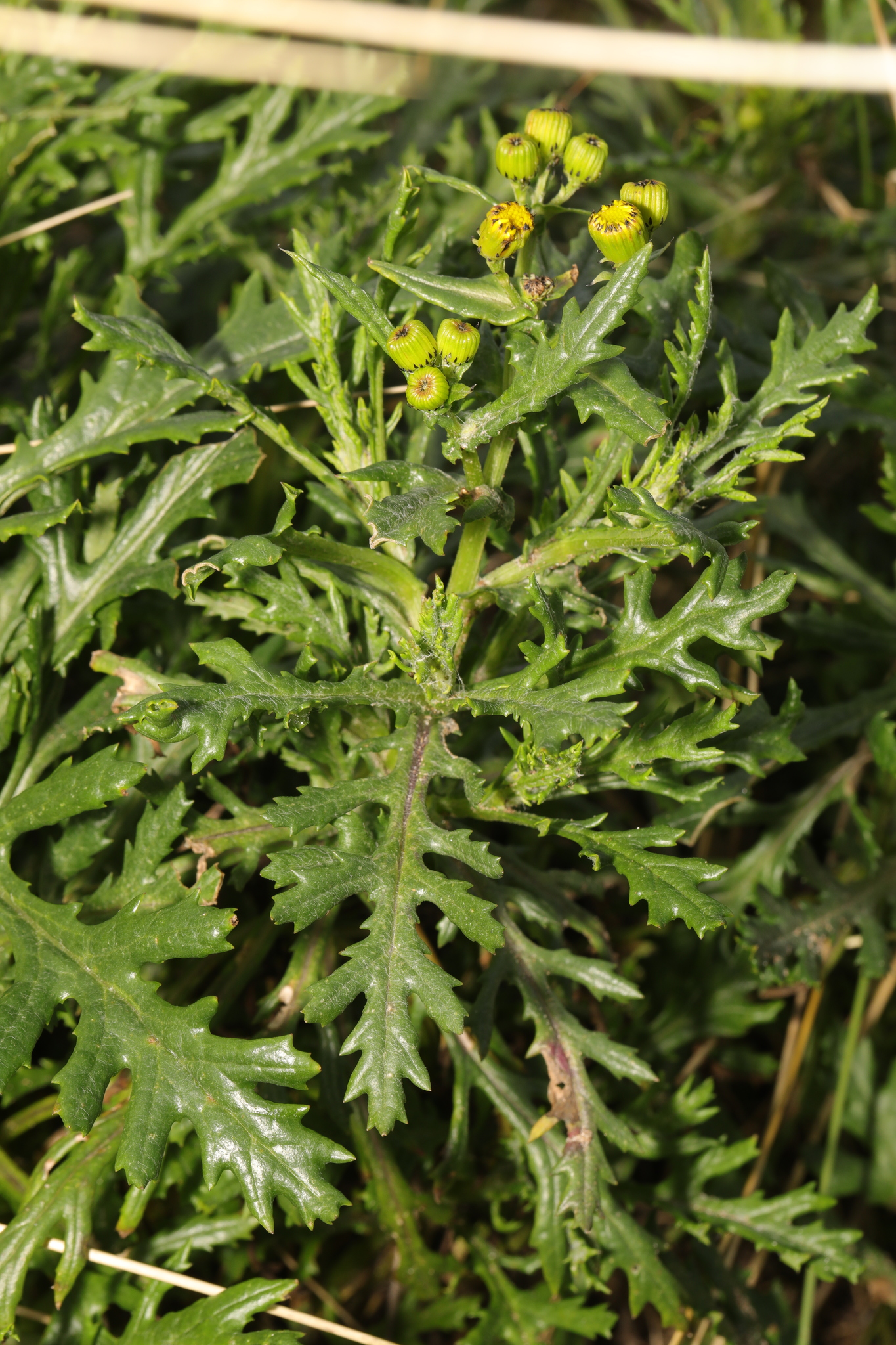
Blad
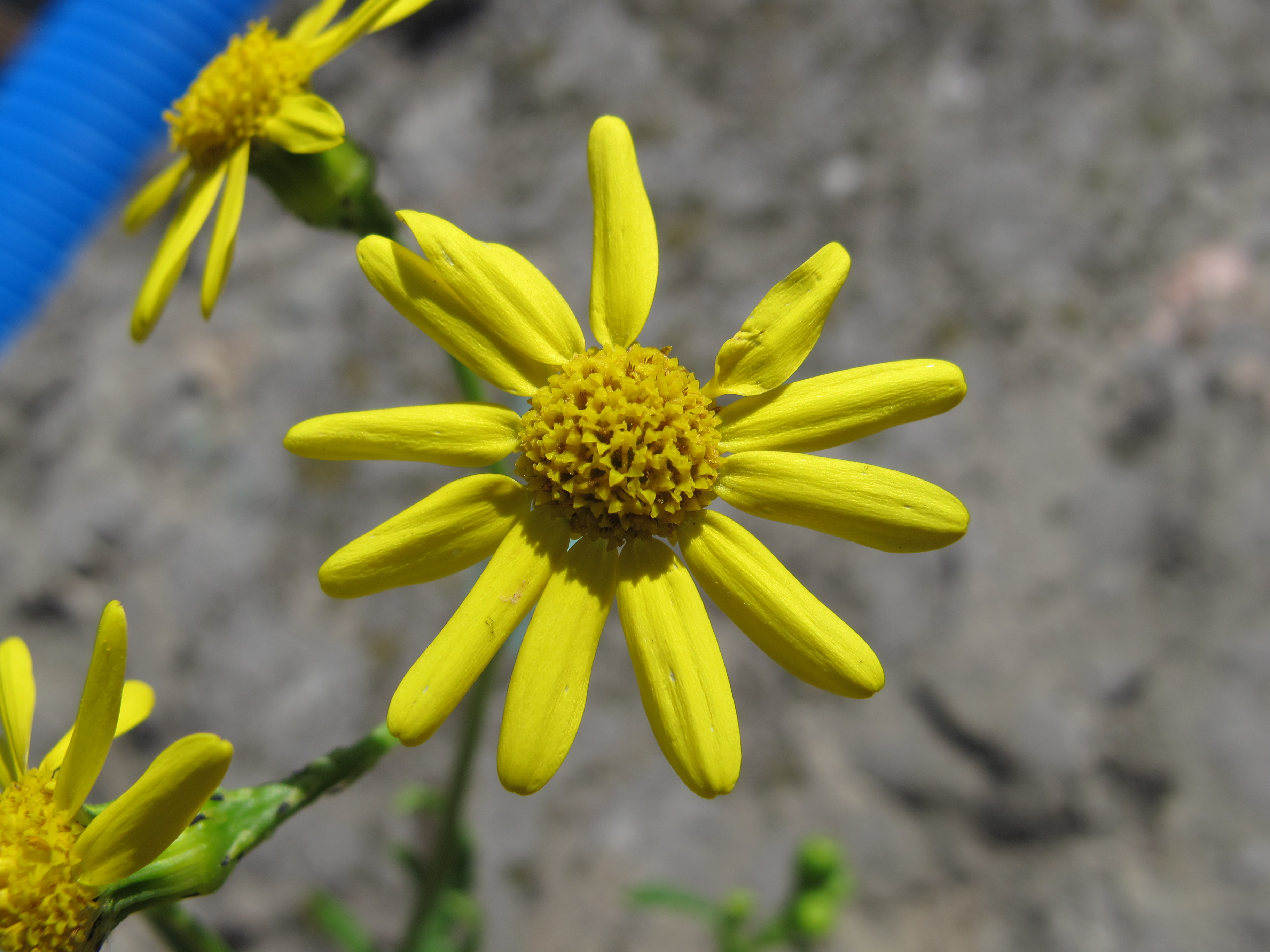
Bloem
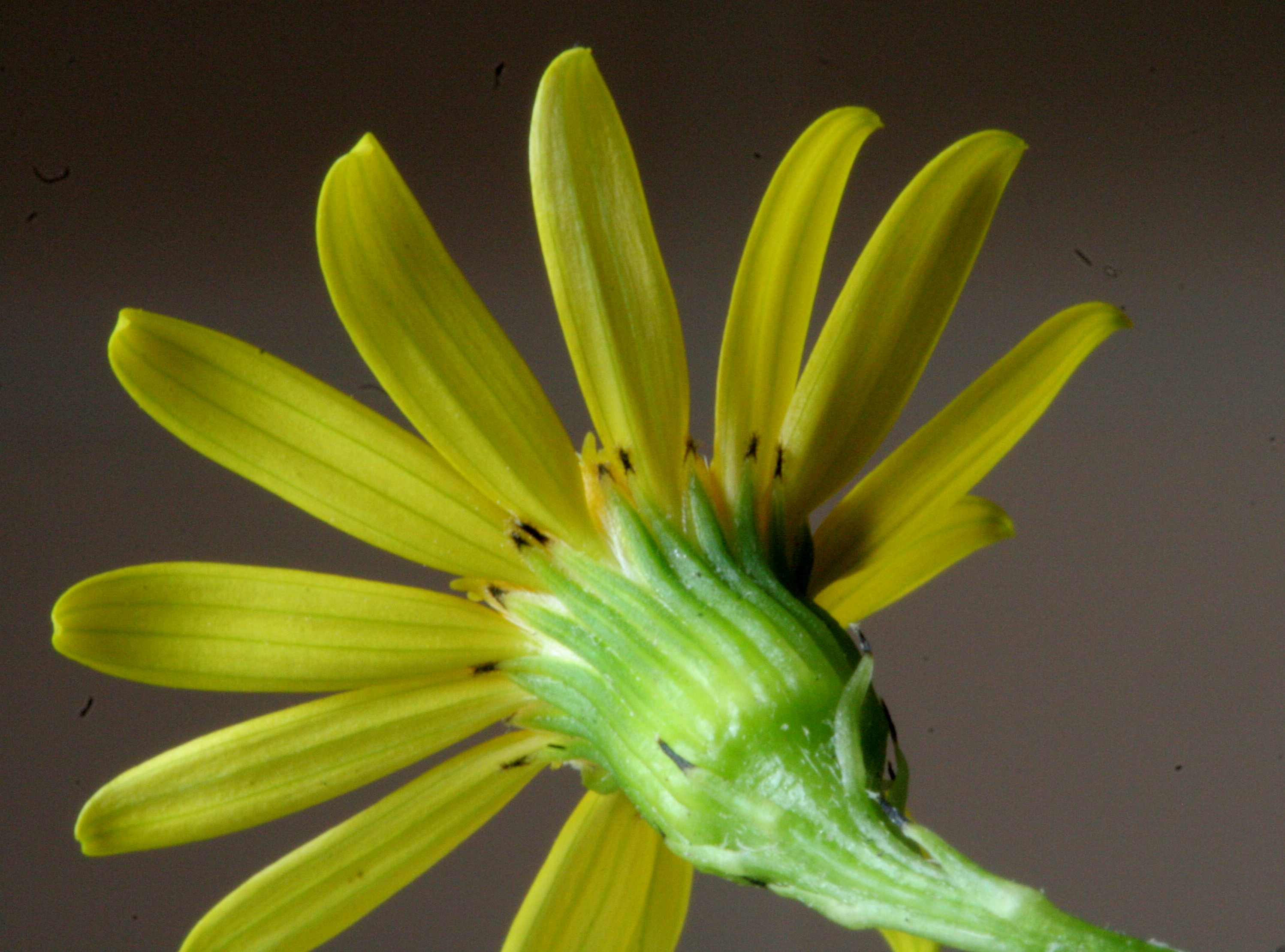
Hoofdje
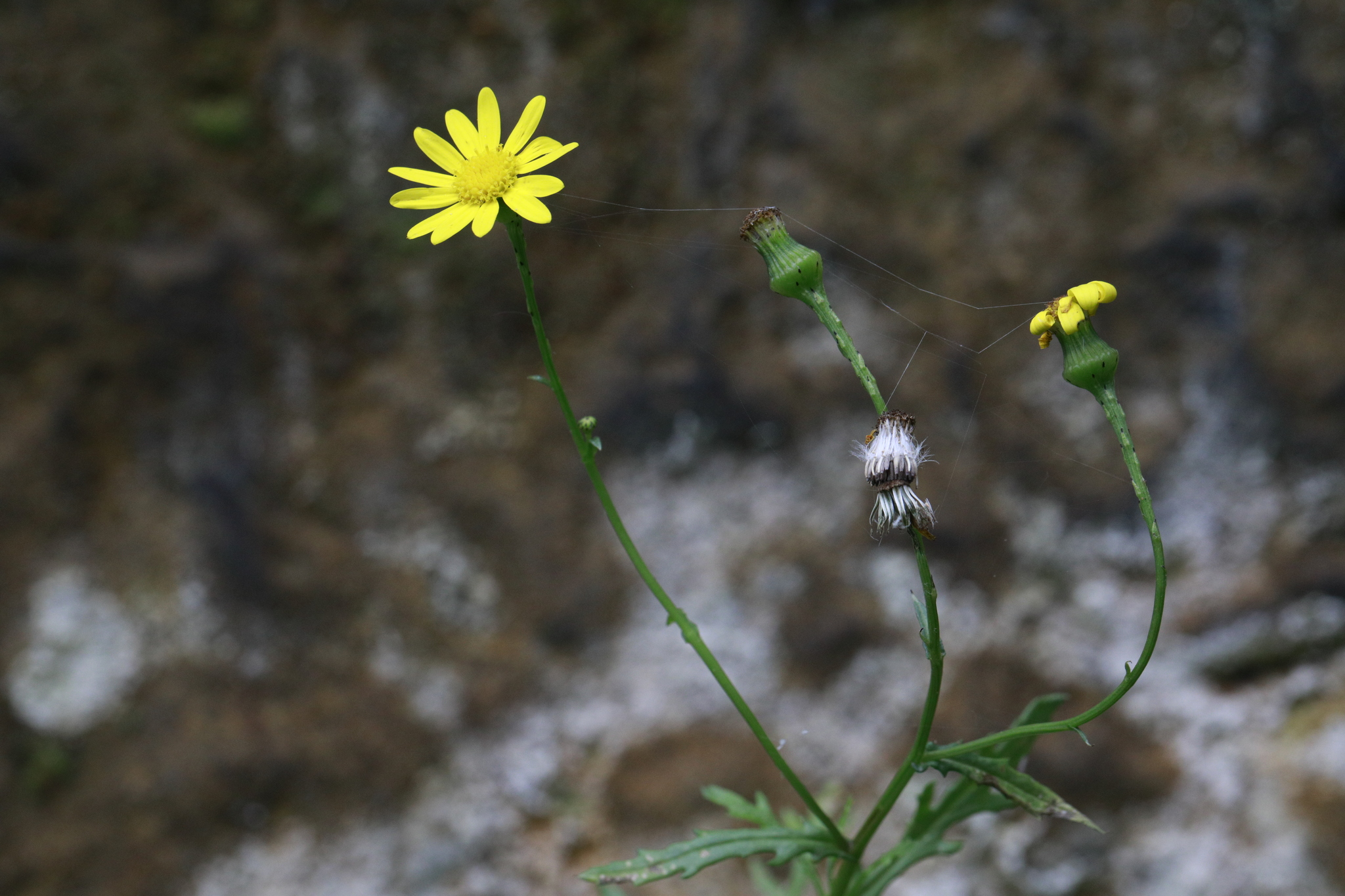
Vruchten

Glanzend kruiskruid komt in Nederland voor op zonnige plaatsen met matig voedselrijke grond op braakliggende terreinen, in bermen, op haventerreinen, langs spoorwegen en op oude muren.

## Ondersoorten
- Senecio squalidus L. subsp. squalidus
- Senecio squalidus L. subsp. aethnensis (Jan ex DC.) Greuter
- Senecio squalidus L. subsp. aurasicus (Batt.) C.Alexander
- Senecio squalidus L. subsp. calabrus (Fiori) Peruzzi & Bernardo
- Senecio squalidus L. subsp. chrysanthemifolius (Poir.) Greuter
- Senecio squalidus L. subsp. microglossus (Guss.) Arcang.
- Senecio squalidus L. subsp. sardous Greuter

## Waardplant
Glanzend kruiskruid is een waardplant voor:
- Sphenella marginata
- Trupanea stellata
- Trypeta zoe
- Coleosporium tussilaginis
- Puccinia lagenophorae
- Albugo tragopogonis
- Ascochyta senecionicola
- Podosphaera fusca